# Brion (Gavaldà)
Brion (en francès Brion) és un municipi francès situat al departament del Losera i a la regió d'Occitània.